# Jeanne Calment
Jeanne Louise Calment (ur. 21 lutego 1875 w Arles, zm. 4 sierpnia 1997 tamże) – Francuzka, uznawana za rekordzistkę długości życia ludzkiego – 122 lata i 164 dni (łącznie 44 724 dni). Całe życie mieszkała w Arles, we Francji, przeżyła zarówno córkę, jak i wnuka.
17 października 1995 roku została najstarszą osobą w historii po przekroczeniu wieku Japończyka Shigechiyo Izumiego – 120 lat i 237 dni (obecnie wiek podważany). W sumie przeżyła 329 młodszych od niej zweryfikowanych superstulatków. Długość jej życia została dokładnie udokumentowana naukowo. Jest przyjmowana za jedyną osobę w historii, której wiek (więcej niż 120 lat) został udowodniony.

## Życiorys

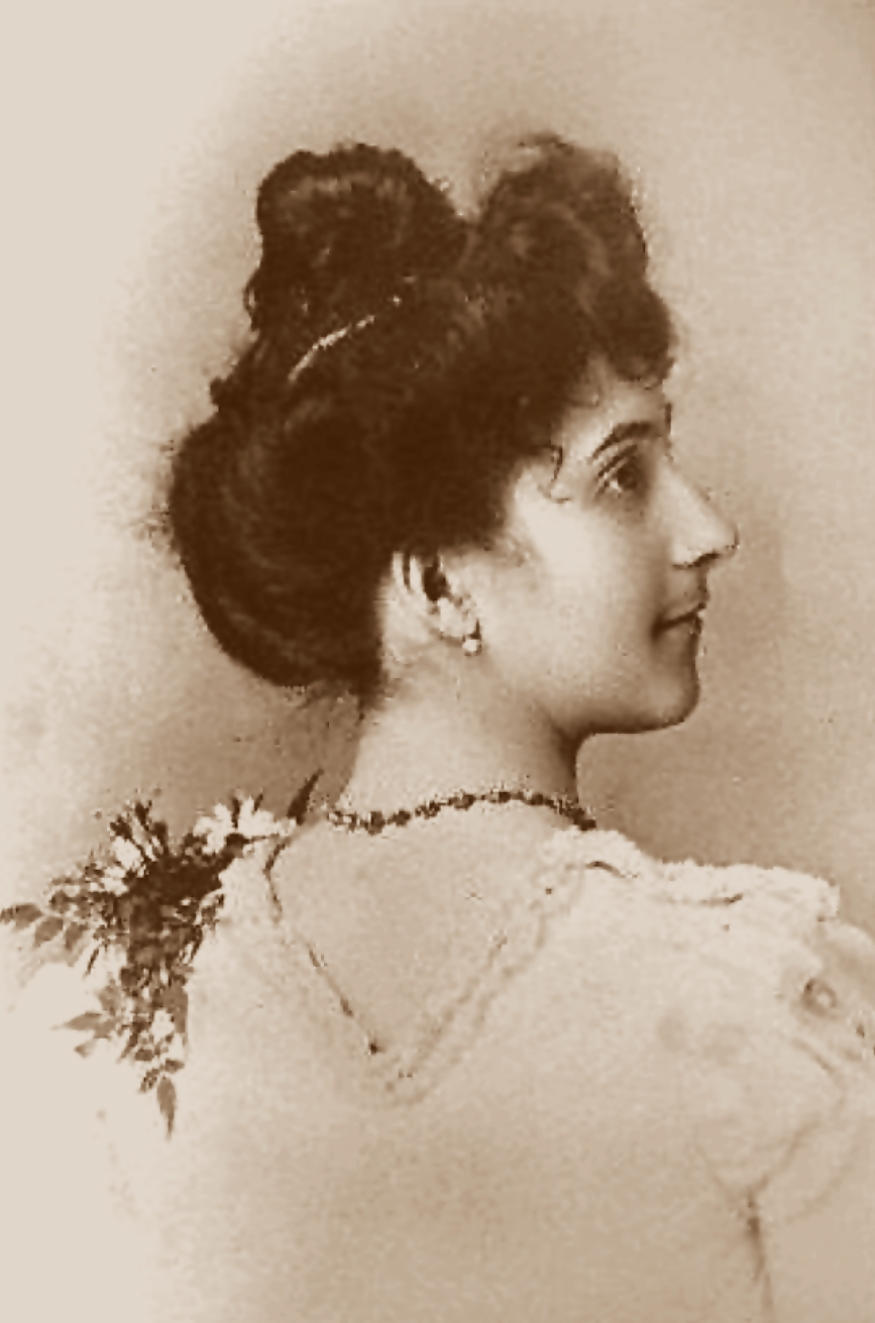
Jeanne Calment w wieku 20 lat, 1895

### Rodzina
Jeanne Calment urodziła się w Arles 21 lutego 1875, jako córka Nicolasa Calment (zm. 28 stycznia 1931), budowniczego statków, i Marguerite Gilles (ur. 20 lutego 1838, zm. 18 września 1924), pochodzącej z młynarskiej rodziny.
Niektórzy z bliskiej rodziny Jeanne także dożyli sędziwego wieku. Jej starszy brat, François (ur. 1865, zm. 1 grudnia 1962) zmarł w wieku 97 lat. Ojciec żył 96 lat, zaś matka 86. Jeanne była najmłodszą z czwórki rodzeństwa. Dwoje z jej rodzeństwa umarło w dzieciństwie. Brat Antoine umarł w wieku czterech lat, siostra Marie – rok po urodzeniu.
8 kwietnia 1896, w wieku 21 lat, Calment wyszła za mąż za kuzyna, Fernanda Nicolasa Calmenta (1868–1942), zamożnego właściciela sklepów. Majątek męża pozwolił jej na życie z daleka od zmartwień materialnych, bez konieczności pracy, z wieloma rozrywkami – teatrem, operą, tenisem czy jazdą na rowerze. W późniejszym wieku próbowała także szermierki. Mniej szczęśliwie układało się jej życie rodzinne – w 1934 przeżyła śmierć – na zapalenie płuc – jedynej córki (Yvonne, urodzonej 28 stycznia 1898), mąż Calment zmarł w 1942 w wieku 74 lat po zjedzeniu deseru przyrządzonego z zepsutych wiśni (zrobiła go ciotka Calment), a jej jedyny wnuk, Frédéric Billot (urodzony w 1926), zmarł w 1963 w wyniku ran odniesionych w wypadku samochodowym. Po śmierci wnuka, nie mając komu zapisać domu, 90-letnia Calment zawarła umowę z prawnikiem François Raffrayem, który za prawo własności miał wypłacać dożywotnią pensję (2500 franków miesięcznie) dotychczasowej właścicielce. Wartość domu była równa przewidzianej pensji na 10 lat – Raffray musiał niespodziewanie wypłacać pieniądze przez ponad 30 lat. Pensja, którą zapłacił – równowartość ponad 190 000 dolarów – była dwukrotnie większa niż wartość mieszkania. Ostatecznie Raffray nawet nie przeżył pani Calment (zmarł na raka w grudniu 1995 w wieku 77 lat). Wdowa po nim dokonywała płatności aż do śmierci Calment.

### Sława
Jeanne Calment do 110. roku życia mieszkała sama, następnie w domu opieki w Arles. W 1988 zyskała sławę w związku z setną rocznicą pobytu Vincenta van Gogha w Arles – jako 13-letnia dziewczynka spotkała malarza w sklepie swego wuja, gdzie kupował płótna. Była więc ostatnią żyjącą osobą, która mogła o nim opowiedzieć na podstawie własnych doświadczeń. Calment opisywała go jako człowieka brzydkiego, schorowanego i nieuprzejmego.
Jeanne Calment wzbudzała powszechne zainteresowanie na świecie, prowadzono liczne badania w celu zrozumienia jej przypadku długowieczności, któremu nie przeszkadzał kieliszek wina, palenie tytoniu do 117. roku życia oraz słodycze; sama Calment wskazywała jako źródło długowieczności optymizm i uśmiech. Jednym z jej powiedzeń na temat swojego długiego życia było Dobry Pan Bóg o mnie zapomniał. Jej postać często pojawiała się w mediach – w wieku 114 lat pokazała się symbolicznie w filmie o van Goghu Vincent and Me, co czyni ją najstarszą osobą, która wystąpiła w filmie. Była również bohaterką dokumentu Beyond 120 Years with Jeanne Calment (pol. „Jeanne Calment życie po stu dwudziestce”) (1995). W 1996 została wydana płyta Time’s Mistress, na których jej słowa umieszczono na tle muzyki.
Stan zdrowia Calment pogorszył się po jej ostatnich urodzinach. W ostatnich chwilach życia była przykuta do łóżka. Zmarła z przyczyn naturalnych 4 sierpnia 1997, dożywając 122 lat i 164 dni. Po jej śmierci prezydent Francji Jacques Chirac nazwał ją babcią wszystkich Francuzów, a mieszkańcy Arles, dla których kolejne urodziny seniorki stały się świętem, określali ją na wzór Joanny d’Arc mianem Jeanne d’Arles. Domowi opieki, w którym spędziła ostatnie lata życia, nadano jej imię. Jej grób znajduje się na cmentarzu Trinquetaille w Arles. Tytuł najstarszej osoby na świecie przeszedł po śmierci Jeanne Calment na Kanadyjkę Marie-Louise Meilleur, młodszą o ponad 5 lat.
Zarówno przed, jak i po śmierci Calment zdarzały się przypadki osób, które rzekomo miały żyć dłużej niż Francuzka – między innymi Albanka Hava Rexha (1880?-2003). Ponieważ wiek tych osób nigdy nie został potwierdzony przez Gerontologiczną Grupę Badawczą, Jeanne Calment wciąż przypisuje się tytuł najstarszej osoby w historii. W 2018 rosyjski matematyk Nikolai Zak wysunął hipotezę, że Jeanne Calment zmarła w 1934, a jej córka Yvonne podszyła się pod swoją matkę, aby nie płacić podatków od spadku.

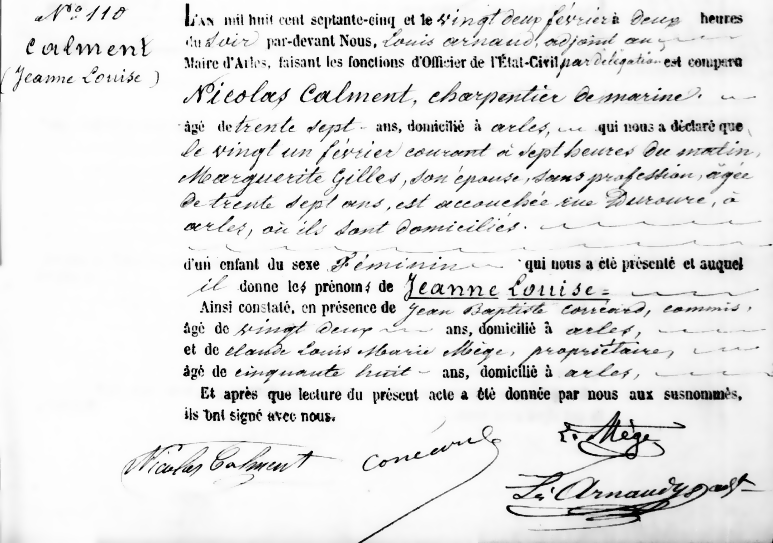
Akt urodzenia Jeanne Calment

## Rekordy długowieczności
W styczniu 1988 przyznano jej tytuł najstarszej żyjącej osoby na świecie po śmierci Amerykanki Florence Knapp. Dalsze badania stwierdziły, że niespełna pół roku starsza była Amerykanka, Carrie White (urodzona w listopadzie 1874), i ona ostatecznie została uznana za najstarszą osobę. Rekord White budzi pewne wątpliwości naukowców, możliwe że faktycznie była młodsza o kilkanaście lat. Niezależnie od tego po śmierci White Calment ponownie została uznana za najstarszą żyjącą osobę na świecie. 17 października 1995 dożywając 120 lat i 238 dni, Jeanne Calment pobiła dotychczasowy rekord długości życia ludzkiego, przypisywany Japończykowi Shigechiyo Izumiemu (ur. 29 czerwca 1865?, zm. 21 lutego 1986), którego wiek także podlega dużej wątpliwości.
Po wykluczeniu spornych przypadków długowieczności Carrie White oraz Shigechiyo Izumiego, Jeanne Calment zostałaby drugą (za Augustą Holtz) udokumentowaną osobą w historii, która osiągnęła 115 lat. Także gdyby wykluczyć kwestionowany wiek White oraz Izumiego, Jeanne Calment byłaby rekordzistką długości okresu bycia najstarszą żyjącą osobą na świecie – od śmierci Florence Knapp 11 stycznia 1988 do 4 sierpnia 1997 (9 lat, 6 miesięcy i 24 dni).
Po śmierci Jeanne Calment 4 sierpnia 1997 najstarszą żyjącą osobą została 116-letnia Kanadyjka francuskiego pochodzenia Marie-Louise Meilleur.

### Ważne daty
- 20 czerwca 1986, Eugénie Roux umiera, a Jeanne Calment w wieku 111 lat i 119 dni zostaje najstarszą osobą we Francji.
- 27 grudnia 1987, umiera Anna Eliza Williams, a Jeanne Calment zostaje w wieku 112 lat i 310 dni najstarszą osobą w Europie.
- 11 stycznia 1988, Florence Knapp umiera, a Jeanne Calment w wieku 112 lat i 324 dni zostaje najstarszą niekwestionowaną osobą na świecie.
- 17 września 1989, Jeanne Calment w wieku 114 lat i 209 dni została najstarszą niekwestionowaną osobą w historii.
- 21 lutego 1990, Jeanne Calment zostaje pierwszą niekwestionowaną osobą w historii, od śmierci Augusty Holtz i która dożywa 115 lat.
- 12 lipca 1995, umiera Tane Ikai, a Jeanne Calment zostaje ostatnią żyjącą osobą urodzoną w latach 70. XIX w.
- 17 października 1995, Jeanne Calment dożywa 120 lat i 238 dni, pobija tym samym dotychczasowy rekord długości życia ludzkiego, należący do Japończyka Shigechiyo Izumiego (co do którego wieku są wątpliwości).
- 4 sierpnia 1997, Jeanne Calment umiera w wieku 122 lat i 164 dni, zostając najstarszą osobą w historii świata i jedyną niekwestionowaną, która żyła ponad 120 lat[1]

## Zdrowie i styl życia
Jeanne Calment niezwykle długo cieszyła się dobrym zdrowiem. W wieku 85 lat zaczęła ćwiczyć szermierkę, a do 100. roku życia jeździła na rowerze. Mieszkała sama do 110. roku życia. Została przeniesiona do domu opieki po tym, jak w jej domu wybuchł niewielki pożar. Pozostała jednak w dobrej kondycji fizycznej. Była w stanie samodzielnie chodzić aż do czasu, gdy na miesiąc przed 115. urodzinami upadła i złamała kość udową. Po przejściu operacji poruszała się jedynie na wózku inwalidzkim. Na krótko przed 116 urodzinami zachorowała na grypę. Paliła papierosy od 21. roku życia (1896) aż do wieku 117 lat, choć według bliżej nieokreślonych źródeł paliła nie więcej niż dwa papierosy dziennie.
Jeanne Calment przypisywała swą długowieczność i stosunkowo młody wygląd oliwie z oliwek, którą dodawała do potraw oraz wcierała w skórę, jak również kieliszkowi porto oraz czekoladzie (miała zjadać prawie kilogram czekolady tygodniowo).

## Podważenie rekordu
W 2018 roku Nikołaj Zak i Walerij Nowosiełow opublikowali wyniki swoich badań, z których wynika, że osobą zmarłą 4 sierpnia 1997 była w rzeczywistości Yvonne Calment. Córka Jeanne od 1934 roku podawała się za zmarłą matkę, aby uchronić się od konieczności opłacenia podatku spadkowego (bardzo wysokiego we Francji lat 30.). Rosyjski zespół swą tezę opiera nie tylko na zbyt młodym wyglądzie rzekomej superstulatki, ale także na komputerowej analizie zdjęć matki i córki, nieścisłościach w relacjach staruszki oraz faktach z życia (np. syna Yvonne po jej „śmierci” wychowywała formalna babcia, która również zamieszkiwała z „wdowcem” po Yvonne; ten z kolei nigdy nie ożenił się ponownie); Jeanne i Yvonne były do siebie podobne.

## Filmografia
- Vincent and Me (1989)
- Beyond 120 Years with Jeanne Calment (1995)

## Dyskografia
- Time’s Mistress (1996)